# Qui est-ce ?
Cet article possède un paronyme, voir Quies.
 (mars 2020).
Si vous disposez d'ouvrages ou d'articles de référence ou si vous connaissez des sites web de qualité traitant du thème abordé ici, merci de compléter l'article en donnant les références utiles à sa vérifiabilité et en les liant à la section « Notes et références ».
Qui est-ce ? est un jeu de société créé par Theo et Ora Coster (fondateurs de la société Theora Design) en 1979 et édité pour la première fois en France par MB.

## Principe
Qui est-ce ? est un jeu de société essentiellement pour jeune public faisant appel au raisonnement déductif. Une partie de Qui-est-ce ? se joue à deux joueurs. Chaque joueur dispose d'un plateau sur lequel sont représentés les portraits de 24 personnages. Au début de la partie, chaque joueur choisit secrètement l'un de ces personnages, et le but du jeu est alors de deviner le personnage choisi par l'adversaire, en posant des questions à tour de rôle sur son apparence physique, mais auxquelles l’autre joueur ne pourra répondre que par « oui » ou « non », par exemple :
Joueur 1 : A-t-il un chapeau ?
Joueur 2 : Non.
Le joueur 1 peut donc logiquement éliminer tous les personnages coiffés d'un chapeau. Le premier joueur à deviner correctement l'identité du personnage choisi par l'adversaire remporte la partie. La chance intervenant, il n'y a pas de stratégie assurant la victoire, mais il est possible d'augmenter ses chances en choisissant à chaque tour la question divisant l'ensemble des candidats restants en deux parties de tailles les plus proches possible.
Une variante officielle du jeu propose que chaque joueur choisisse deux personnages au lieu d'un seul, ce qui permet de compliquer nettement le déroulement de la partie.

## Adaptations

### Versions
Il existe de nombreuses versions du jeu Qui-est-ce ?, avec les mêmes règles mais des personnages différents. On pourra par exemple citer les versions fondées sur l'univers de Star Wars, ou encore celui de Pokémon[réf. nécessaire].
Il existe également une version de voyage, avec des plateaux plus petits et donc moins de personnages[réf. souhaitée].

### Livres à jouer
Le jeu de plateau Qui est-ce? a été adapté sous forme de livres à jouer. L'histoire est celle d'un frère et d'une sœur qui mènent une enquête pour identifier un coupable : est-ce un homme ou une femme ? A-t-il les cheveux roux ? etc. Au fil du récit, le lecteur devra résoudre plusieurs petites énigmes, par exemple des rébus ou des indices à trouver sur une illustration.
- Gauthier Wendling, Une mystérieuse disparition, Les Livres du Dragon d'Or, coll. « Qui est-ce ? » (no 1), février 2020, 64 p. (ISBN 9782821211674)
- Gauthier Wendling, Une double enquête, Les Livres du Dragon d'Or, coll. « Qui est-ce ? » (no 2), février 2020, 64 p. (ISBN 9782821211681)